# Pselaphodes zhongdianus
Pselaphodes zhongdianus (лат.) — вид мелких коротконадкрылых жуков рода Pselaphodes из подсемейства ощупники (Pselaphinae, Staphylinidae). Название дано по месту обнаружения типовой серии.

## Распространение
Юго-Восточная Азия: Китай, Yunnan, Zhongdian, 27°27.0’N, 99°54.7’E, на высоте 3050—3100 м, смешанный лес с бамбуком, подстилочный слой с грибами.

## Описание
Мелкие жуки-ощупники, длина тела около 3 мм, красновато-коричневого цвета. Голова длиннее своей ширины, задняя часть щёк округлая. Передние голени с апикальным шипиком. Средний вертлуг с 2 мелкими шипиками. Пронотум угловатый на переднебоковых углах с крупным метавентральным выступом. Апикальные членики IX—XI жгутика усика увеличенные (IX членик модифицированный с переднебоковым выступом). Глаза примерно из 45 фасеток. Второй тарзомер простой, линейный, не увеличенный. Срединная метавентральная ямка отсутствует. Нижнечелюстные щупики (по крайней мере, некоторые сегменты из группы II—IV) асимметричные, округло расширенные или слегка выступающие латерально. Голова с фронтальной ямкой. Глаза выступающие. Усики прикрепляются у переднего края головы; булава усиков 3-члениковая; скапус отчётливо длиннее педицелля. Ноги тонкие и длинные; бёдра утолщённые. В основании надкрылий по две ямки. Брюшко короткое (его длина явно меньше ширины).

## Систематика
Впервые описан в 2012 году китайскими колеоптерологами Zi-Wei Yin и Li-Zhen Li (Shanghai Normal University, Шанхай, Китай). По своим признакам наиболее близок к виду Pselaphodes erlangshanus.